# André Astorga
André Izepon Astorga (n. 7 ianuarie 1980) este un jucător de fotbal brazilian care în sezonul 2007-2008 a jucat la clubul U Cluj.